# Reuß mittlerer Linie
Reuß mittlerer Linie war eine Herrschaft im Osten des heutigen Freistaats Thüringen.

## Geschichte
Im Jahre 1564 kam es aufgrund der Erbfolge zur Teilung der Landesherrschaft der Reußen in die Herrschaften Untergreiz (Reuß ältere Linie), Obergreiz (Reuß mittlere Linie) und Gera (Reuß jüngere Linie). 1596 fiel zusätzlich die Herrschaft Schleiz an die mittlere Linie. Aber schon im Jahre 1616 starb die mittlere Linie aus, und deren Gebiet wurde auf die beiden anderen Linien aufgeteilt, die Herrschaft Obergreiz kam zur älteren Linie und die Herrschaft Schleiz zur jüngeren Linie. 

## Vögte und Herren Reußen von Plauen und Greiz
- 1564–1578  Heinrich XV. der Mittlere zu Greiz (1525–1578)
- 1578–1607  Heinrich XVII. zu Greiz (1561–1607), Sohn Heinrichs XV.
- 1607–1616  Heinrich XVIII. der Mittlere zu Greiz (1563–1616), Sohn Heinrichs XV.